# Nachum Kaplan
Menachem Nachum ben Uziel Kaplan zwany reb Nachumke Grodner (ur. 1810 w Bejsagole, zm. 25 października 1879 w Grodnie) – talmudysta, działacz społeczny.

## Życiorys
Urodził się w Bejsagole w rodzinie Uziela Kaplana i Meidy. Ojciec był pracownikiem gorzelni. Studiował u miejscowego rabina Karpla Atlasa, a także u jego synów Binjamina Bejnusza i Meira. Naukę kontynuował w Szawlach u rabina Mordechaja Gankera, Łuknikach, Wilnie. Mając 19 lat z Wilna przeniósł się do Oszmiany do szkoły Abrahama Kahany, a potem do jesziwy w Mirze. Ożenił się w Nieświeżu z Ittą, córką Josefa Eliezera, ale również tam nie mieszkał zbyt długo. Studiował przez krótki czas w Wołożynie pod kierunkiem Eliezera Icchaka Freida. Studiował również w Kownie gemarę i halachę u rabina Menachema Mendla Rabinowitza oraz midrasz i agadę pod kierunkiem rabina Eliyahu Ragolera ze Słobódki. Na stałe zamieszkał w Grodnie. Mimo że był niezwykle uczonym talmudystą, pracował na skromnym stanowisku szamesa (pomocnika) w synagodze Chevra Shas. Mieszkańcy Grodna, zarówno Żydzi, jak i chrześcijanie wierzyli w uzdrawiającą moc jego dotyku. Pomagał ubogim wszystkich wyznań. W czasie, gdy jego własna rodzina znajdowała się w ciężkiej sytuacji finansowej, Kapłan chodził po mieście, prosząc o jałmużnę na biednych i zbierał dziennie po 100–150 rubli w srebrze. Był znany ze swej mądrości, występował z wykładami dotyczącymi Talmudu w trzech grodzieńskich szkołach religijnych. 
Kaplan dobrze znał Talmud i posek, a także kabałę i acharonim. Odmówił jednak wydawania decyzji halachicznych (z wyjątkiem jednego przypadku, gdy była to sprawa życia i śmierci)
W ostatnich latach życia cierpiał na poważne schorzenie kręgosłupa, ciężkie dolegliwości jelitowe, obrzęki stóp i inne dolegliwości. Jednak podczas Simchat Tora prowadził zgromadzenie w porywającym śpiewie i tańcu.
Podczas pogrzebu odprowadzało go ok. 20 tys. osób. Pamięć o nim zachowała się w nazwie ulicy (położonej w dzielnicy żydowskiej), przy której stał budynek Synagogi Chóralnej. Jego imię nosi, działająca obecnie w Grodnie, organizacja charytatywna Chesed Nochum.
Biografia rabina Nachuma w języku hebrajskim została napisana przez rabina Israela Davida Millera, który osobiście znał rabina Nachuma. Rabin Miller zachorował na cholerę, podczas epidemii w Gorodnie w 1872 roku Mocno wierzył, że modlitwy rabina Nachuma uratowały mu życie.